# Глиняни
Глиня́ни — місто в Україні, адміністративний центр Глинянської міської об'єднаної територіальної громади Львівського району Львівської області.
Розміщене за 10 км від залізничної станції Красне і за 41 км на схід від Львова. Через місто проходить автомобільна дорога Перемишляни — Берестечко Т 1806. До адміністративної реформи 2020 року входило до складу Золочівського району. У 1940 —1961 роках було районним центром.

## Історія

### Доісторичні часи
Територія теперішніх Глинян, як встановлено археологами, була заселена вже у період верхнього палеоліту (близько 20 тис. років тому) — біля міста розташована Глинянська стоянка. У древньоруський період тут існувало досить велике поселення, про що теж свідчать археологічні знахідки, виявлені на березі річки Полтви.

### Заснування і часи Речі Посполитої
Перші письмові згадки про Глиняни відносяться до 1379 року. Назва міста, як твердять народні перекази?, походить від слова «глина»?. Хати цього поселення будувалися із глини, хоч навколо був ліс. Звідси пішла назва Глиняни?.
Магдебурзьке право отримане 1397 року з рук Владислава ІІ Ягайла. Він же передав глинянські маєтності роду Крушельницьких. За містом було закріплено 100 ланів землі, було визначено границі, які починалися від села Перегноїв і йшли на південь аж до устя річки Полтви.
21 травня 1497 року під Глинянами було скликано посполите рушення шляхти.
У податковому реєстрі 1515 року в місті документується відсутність священника (отже, уже тоді була церква), наявний міський млин.
За люстрацією 1570 року у Глинянах налічувалося 120 будинків та поміщицьких фільварків, в яких працювали передміщани і селяни навколишніх сіл.
31 липня 1572 р. в Глинянах відбулася конфедерація Руського та Подільського воєводств.
1578 — містечко отримало право на проведення трьохярмарків за рік.

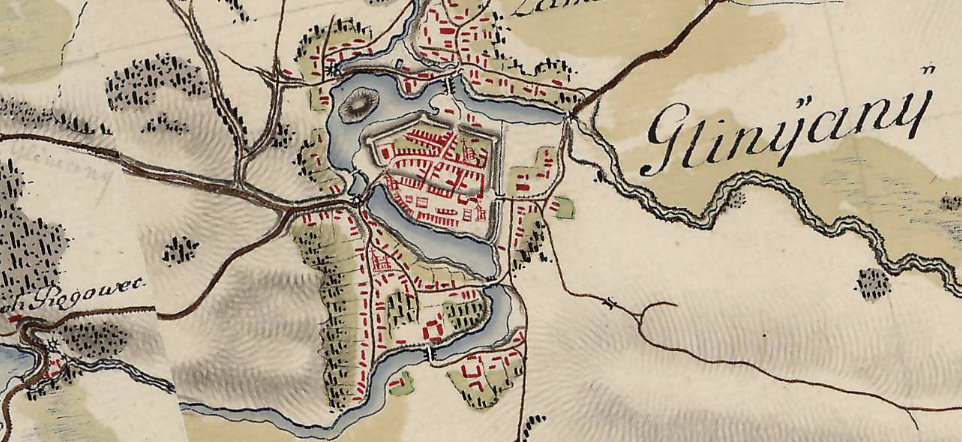
Глиняни на австрійській мапі XVIII століття. Ще тоді можна бyло побачити оборонні стіни навколо міста.

Оскільки місто стояло на перетині торговельних шляхів, справи в місцевих торгівців і ремісників йшли непогано. Але й ординці сунули все тими ж шляхами. Тому в Глинянах 1603 року збудували дерев'яно-земляний замок, оточений глибоким ровом.
З 9 вересня по 12 вересня 1604 року у Глинянах відбувся генеральний збір об'єднаного українсько-польського війська, яке 20 червня 1605 року захопило Москву.

Середмістя брали в тісне кільце передмістя: Війтівство, Задвір'я, Долішня, Застав'я, Підзамче, Мельники.

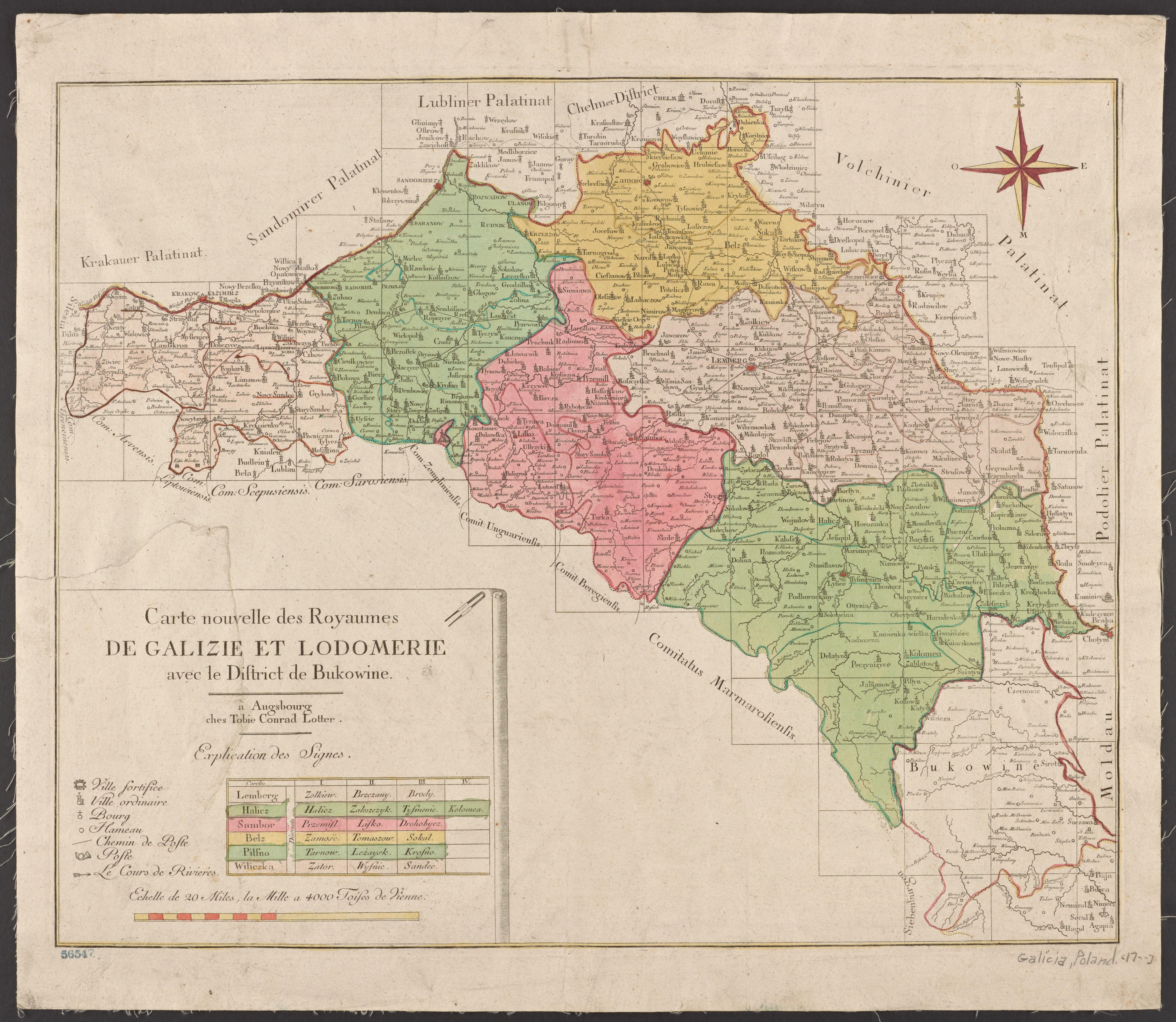
Глиняни на мапі Королівства Галичини та Володимирії у 1777—1782 роках

### Під владою Австрійської монархії
Після Першого поділу Польщі у 1772 році Глиняни опинилися під владою Габсбурзької монархії.
1830 року місто мало свій магістрат, входило до складу Золочівського округу (крайсу).
1866 року — відкрито ткацьку школу.
Єврейське населення у 1910 році становило 2418 осіб.
Напередодні Першої світової війни діловодство в містечку велося українською мовою.

### Світові війни та міжвоєнний період
У листопаді 1918 року у містечку організовується місцева адміністрація ЗУНР. Організатором української адміністрації став Ґалан Володимир.
У 1919 — 1939 роках місто було окуповане Польщею, з 1934 р. було центром ґміни Ґліняни Перемишлянського повіту Тарнопольського воєводства.
На 1 січня 1939 року в місті проживало 4800 мешканців, з них 2300 українців-грекокатоликів, 550 українців-римокатоликів, 250 поляків, 1700 євреїв, а в селі Замістя (тепер — частина міста за річкою Перегноївка) — 1050 мешканців, з них 740 українців-грекокатоликів, 210 українців-римокатоликів, 10 поляків, 70 польських колоністів міжвоєнного періоду, 20 євреїв За фальсифікованими польськими даними в 1939 році в місті нібито проживало 4563 жителі, у тому числі 1859 євреїв (41 %), 1573 українців (34 %), 1121 поляків (25 %) та 10 інших національностей. Майже всі євреї були вбиті під час Голокосту в 1941 — 1943 роках, тоді як поляки були переміщені до нових кордонів Польщі після 1945 року
У 1939 — 1941 роках місто перебувало під радянською окупацією, у 1941 — 1944 роках — під німецькою, з 1944 — знову під радянською.

### Збройна боротьба ОУН та УПА
У період збройної боротьби ОУН та УПА діяв Глинянський районний провід ОУН . Підпільні станиці існували у самих Глинянах та Замісті, котрі безпосередньо підпорядковувались Словітському кущовому проводові. У період німецької окупації станичним в Глинянах був Іван Семків, псевдо «Мирон», котрий згодом став господарчим районного проводу. На початку 1945 року відбувся напад боївок СБ на відділу УПА «Лапайдуха» (Роман Загоруйко) на районний центр, в ході котрого була спроба захопити КПЗ Глинянського районного відділу НКВД з метою визволення арештованих учасників визвольного руху. У 1991 році відбулась ексгумація таємно захоронених енкаведистами учасників ОУН-УПА, останки котрих були урочисто перепоховані у Братській могилі на подвір’ї церкви Успіння Пресв’ятої Богородиці.

### Радянська влада
У 1940 — 1961 роках, за винятком періоду німецької окупації, місто було центром Глинянського району УРСР.
У 1964 році у селі було знайдено великий скарб. Невелика частина скарбу втрачена. У ньому знаходиться близько 1500 монет (датуються між 1558 та 1647 роками), різні речі із срібла та інше.
Після Другої світової війни тут проживало лише близько 1700 мешканців, переважно українців. З роками місто знову розвивалося і досягло нинішнього рівня 3103 жителів.

### Сучасність
Після здобуття Україною незалежності у 1991 році Глиняни входило до Золочівського району Львівської області, а після адміністративної реформи 2020 року стало центром Глинянської міської громади Львівського району.

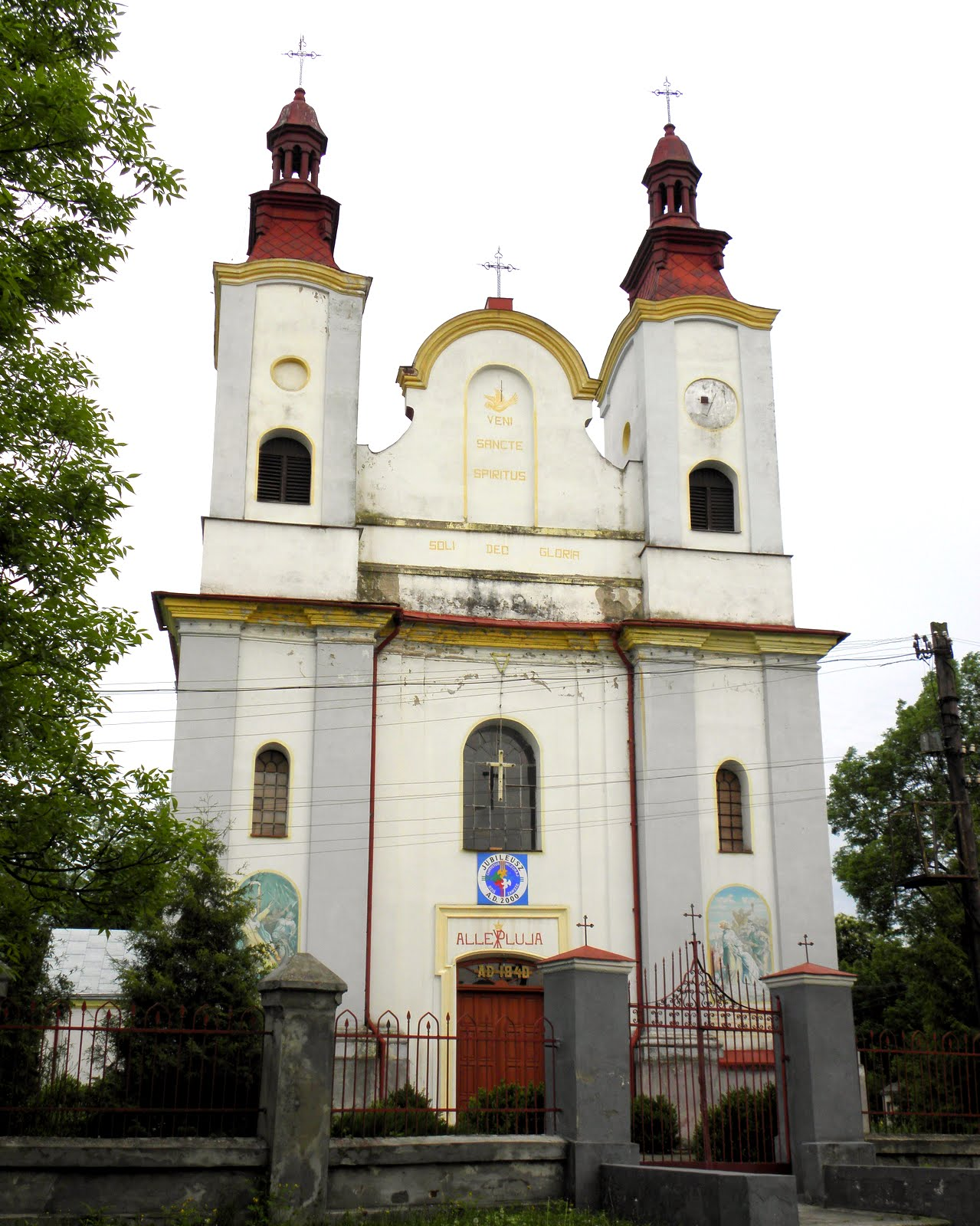
Костел Святого Духа

## Населення

### Національний склад
Розподіл населення за національністю за даними перепису 2001 року:
| Національність  | Відсоток |
| --------------- | -------- |
| українці        | 98.78%   |
| росіяни         | 0.83%    |
| інші/не вказали | 0.39%    |

### Мова
Розподіл населення за рідною мовою за даними перепису 2001 року:
| Мова            | Кількість | Відсоток |
| --------------- | --------- | -------- |
| українська      | 3348      | 99.29%   |
| російська       | 21        | 0.62%    |
| румунська       | 1         | 0.03%    |
| інші/не вказали | 2         | 0.06%    |
| Усього          | 3372      | 100%     |

## Пам'ятки

### Втрачені
- Глинянський замок[18].

### Збережені
- Костел Святого Духа XVII століття.
- Дерев'яна церква Успіння Пресвятої Богородиці, де зберігається образ Розп'яття (згідно з даними науковців[яких?] не пізніше XVIII століття, згідно з народною традицією XVII століття).
- Греко-католицька церква Святого Миколая (1894).
- Православна церква Святої Анни.
- Парк XIX століття (парк-пам'ятка садово-паркового мистецтва).
- Два вікових ясени (ботанічна пам'ятка природи).

## Промисловість
1885 року в місті заснували Товариство ткацьке. Після занепаду в часи війни, у 1920 році фабрику придбав Михайло Хамула, після чого вона знову запрацювала. Після модернізації, яку провів Михайло, на ній виробляли виключно килими. У фабрики були свої крамниці у Варшаві, Кракові, Вільнюсі, Станиславові, Тернополі, Львові і Глинянах. На фабриці працювало близько 500 людей, середня зарплата станом на 1939 рік складала 25–30 злотих. У Глинянах, де колись працювала фабрика з виробництва тканих килимів, зараз музей. Мистецтво Виготовлення глинянського візерункового текстилю внесене до нематеріальної культурної спадщини України.
Ще в середині ХІХ століття Глиняни славились своїми коноплями, які експортували аж до Гданська.
У 1905 році в Глинянах був побудований паровий млин і маслозавод.

## Чудотворна ікона Розп'яття Христового
Священник Української Греко-Католицької Церкви о. Дмитро Майкут: «Історія ікони починається давно. Кажуть, що вона була подарована глинянській церкві Богданом Хмельницьким. Зокрема 1648 року, готуючись до штурму Львова, український гетьман відпочив на подвір'ї храму».
Проте, науковці датують ікону XVIII століттям. За спогадами мешканців, найбільші дива, пов'язані з іконою, почалися 1936 року, коли в часі Різдва Христового впродовж декількох днів вона почала відновлюватись та випромінювати дивне світло.
О. Василь Лаба — крилошанин Митрополичої капітули, о. Гавриїл Костельник — професор гімназії, о. Петро Козіцький — квестор Богословської академії — докладно оглянули ікону, склали протокол огляду 11 червня 1936 року.
Відомості про відновлений образ були передані до Риму. Тоді Папа Римський Пій ХІ надав глинянському храму дозвіл проводити відпусти кілька разів на рік, за його дозволом ікону було короновано. Протягом 1936—1939 років зафіксовано близько 3 000 оздоровлень.
Після приходу радянської влади майор Нєкрасов спочатку наказав зняти ікону солдатам (відмовились), потім спробував сам — непритомний впав, бився у конвульсіях. Більше ніхто не пробував її забирати.
За радянської влади у церкві діяв музей килимарства, ікону вдень завішували тканиною, але протягом 30 років люди приходили сюди молитися (вночі проводили служби, вдень молилися подумки. Сьогодні до Глинян впродовж року приїжджають сотні тисяч людей, аби через віру й молитви отримати різноманітні ласки з небес в тому і фізичне оздоровлення.

## Відомі люди

### Почесні жителі міста[22]
- Лук'яненко Левко Григорович
- Гураль Олег Володимирович
- Островський Зигмонт

### Народилися
- Балтарович Михайло (1850—1933) — суддя, адвокат, громадсько-політичний діяч, державний повітовий комісар ЗУНР.
- Ґалан Володимир — український громадський діяч у США.
- Дольницький Зенон-Любомир Кирилович (1896—1976) — український оперний співак.
- Микола Кулицький (1903 —1970) — український картограф, географ, літерник.
- Заблоцький-Доброволя Юліан (1911—1988) — український громадсько-політичний діяч, діаспорянин, член ОУН.
- Левицький Володимир — український галицький військовик, правник, громадський діяч[23].
- Козловська Марія Семенівна (нар. 1948) — українська майстриня народної творчості.

### Проживали, працювали
- Хамула Михайло — галицький промисловець, засновник фабрики килимів і ткацьких виробів у Глинянах.
- Шурко Ізидор Степанович — депутат Народних Зборів Західної України від Глинян у 1939 році.
- Лук'яненко Левко Григорович — з середини 1959 року до арешту 21 січня 1961 року працював в адвокатурі Глинянського району.

- Кандиба Іван Олексійович - з 1953 до арешту в 1961 працював нотаріусом, народним суддею, адвокатом.

### Померли, поховані
- княгиня Олександра Гольшанська (Друцька Олександра Дмитрівна) — дружина князя Андрія Івановича Гольшанського[24]
- Доктор Левицький Володимир, похований.[23]

## Галерея

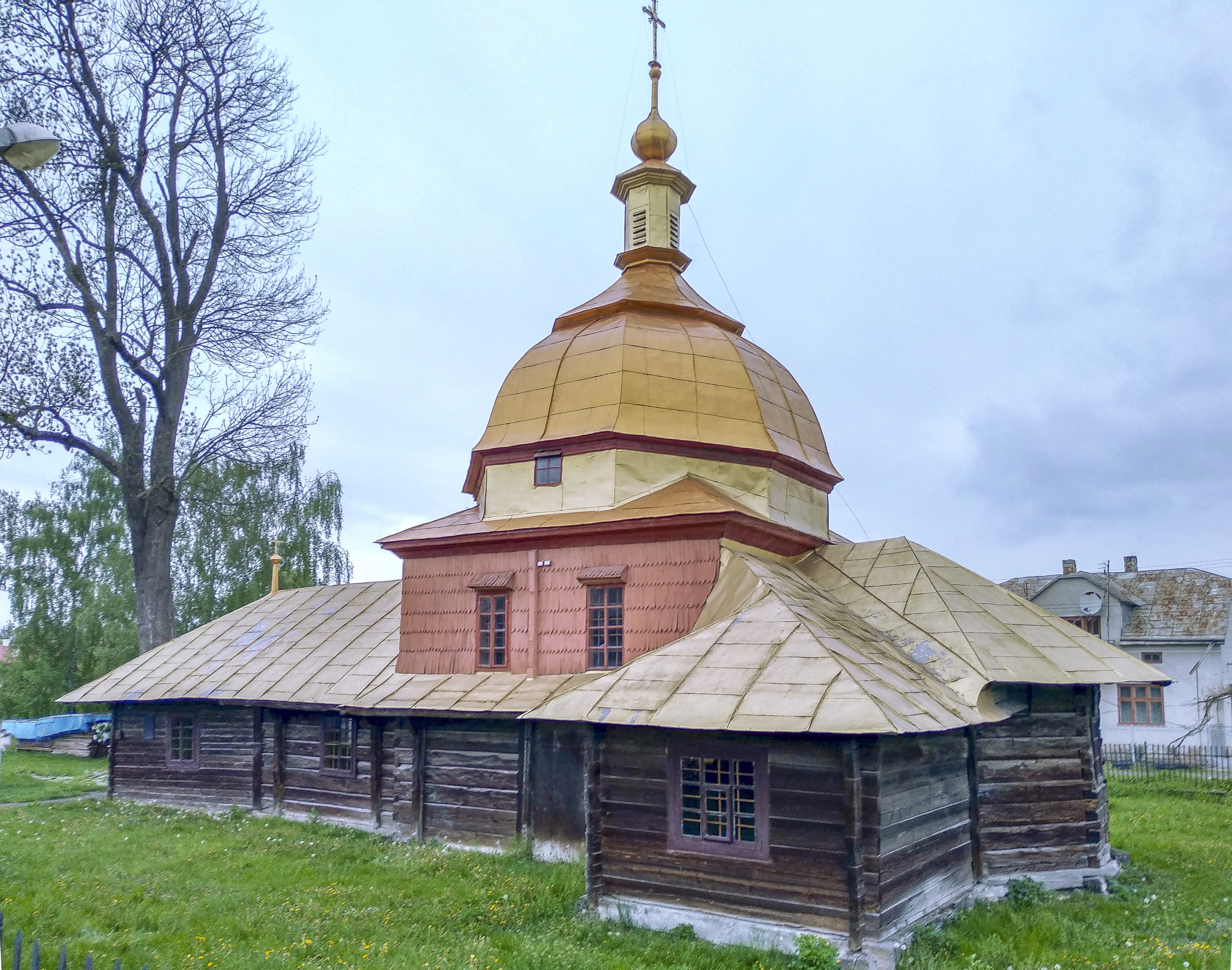

### Глинянські старости
- Якуб Блендовскі — генерал військ саських, перший чоловік Уршулі з Дідушицьких — другої дружини Іґнація Потоцького[25]
- Станіслав Боніфацій Мнішех — львівський, самбірський староста, другий чоловік Софії з Головчинських — матері Адама Олександра Санґушка[26]
- Ян Мнішек — львівський староста, комендант Львова у 1657 р.[26]
- Миколай Потоцький — син Іґнація Потоцького[25]